# 山口南警察署
山口南警察署（やまぐちみなみけいさつしょ）は、山口県警察が管轄する警察署の一つ。2008年（平成20年）5月12日に小郡警察署（おごおりけいさつしょ）から改称した。
向かいに山口県総合交通センターがあり、2025年5月の周南運転免許センター開設による周南･下松両署の免許業務終了まで、県内の警察署で唯一運転免許更新手続きを扱わない署であった。

## 所在地
- 山口市小郡下郷3848番地1

## 管轄区域
- 山口市南部（小郡、秋穂、阿知須、鋳銭司、陶、名田島、秋穂二島、嘉川、江崎、深溝、佐山地域）

## 沿革
- 1879年（明治12年）2月 - 吉敷郡小郡村に山口警察署小郡分署を設置
- 1925年（大正15年）12月 - 小郡警察署に改称
- 1948年（昭和23年）2月 - 山口市小郡警察署、秋穂町警察署、阿知須町警察署に分離
- 1949年（昭和24年）11月1日 - 小郡町が発足により、山口市小郡警察署を小郡町警察署に改称。
- 1951年（昭和26年）10月1日 - 小郡町警察署、秋穂町警察署、阿知須町警察署が廃止、国家地方警察に統合し、国家地方警察山口県吉敷南警察署となる。
- 1954年（昭和29年）7月1日 - 山口県警察発足により、山口県小郡警察署に改称
- 1955年（昭和30年）4月10日 - 吉敷郡大道村が防府市に編入合併されたため、同区域を防府警察署へ移管
- 2008年（平成20年）5月12日 - 庁舎を山口県総合交通センターの向かいに移転、山口県山口南警察署に改称

## 交番
（）内は所在地。
- 新山口駅前交番（山口市小郡令和一丁目2-2）
- 阿知須交番（山口市阿知4745-5）

## 警察官駐在所
（）内は所在地。
- 秋穂警察官駐在所（山口市秋穂東6286-1）
- 川東警察官駐在所（山口市陶2582-2）
- 大海警察官駐在所（山口市秋穂東1067-1）
- 嘉川警察官駐在所（山口市江崎2476-7）
- 秋穂ニ島警察官駐在所（山口市秋穂二島6154-6）
- 佐山警察官駐在所（山口市佐山2727-3）

## 未解決事件
- 山口市佐山強盗殺人事件[1]